# Извлечение из хроники князей Саксонии
Извлечение из хроники князей Саксонии (лат. Excerptum chronicae principum Saxoniae) — фрагмент Хроники князей Саксонии, повторяющий ту её часть, где речь ведётся о маркграфах Бранденбургских XII—XIII вв. Сохранились в составе компиляции XVII в., выполненной неким Фридрихом Дионисием. Представляют интерес своими выписками из «Хроники епископов Бранденбургских».

## Издания
- Excerptum chronicae principum Saxoniae / ed. G. Waitz // MGH, SS. Bd. XXV. Hannover, 1880, p. 480—482[1].

## Переводы на русский язык
- Извлечение из хроники князей Саксонии — перевод И. М. Дьяконова на сайте Восточной литературы